# Glossogobius bicirrhosus
Glossogobius bicirrhosus är en fiskart som först beskrevs av Weber, 1894.  Glossogobius bicirrhosus ingår i släktet Glossogobius och familjen smörbultsfiskar. IUCN kategoriserar arten globalt som livskraftig. Inga underarter finns listade i Catalogue of Life.